# Репіште
Репіште (словац. Repište) — село, громада округу Ж'яр-над-Гроном, Банськобистрицький край, центральна Словаччина, регіон Теков. Кадастрова площа громади — 10,38 км².
Населення 282 особи (станом на 31 грудня 2017 року).

## Історія
Репіште згадується в 1388 році.

## Населення
| Рік:            | 1994. | 2004.   | 2014.   | 2024.   |
| --------------- | ----- | ------- | ------- | ------- |
| Кількість осіб: | 325   | 304     | 299     | 277     |
| Різниця:        |       | -6,46 % | -1,64 % | -7,35 % |

| Рік:            | 2023. | 2024.   |
| --------------- | ----- | ------- |
| Кількість осіб: | 270   | 277     |
| Різниця:        |       | +2,59 % |